# Italský kulturní institut v Praze
Italský kulturní institut v Praze (italsky Istituto italiano di cultura a Praga, zkráceně IIC Praga) je jeden z oficiálních kulturních institutů Itálie s působností v Česku. Byl založen v roce 1922 a sídlí ve Vlašském špitále, historickém objektu ze 16. století ve Šporkově ulici č. 335/14 na Malé Straně, Praze 1. Ředitelkou institutu je Alberta Laiová.

## Historie

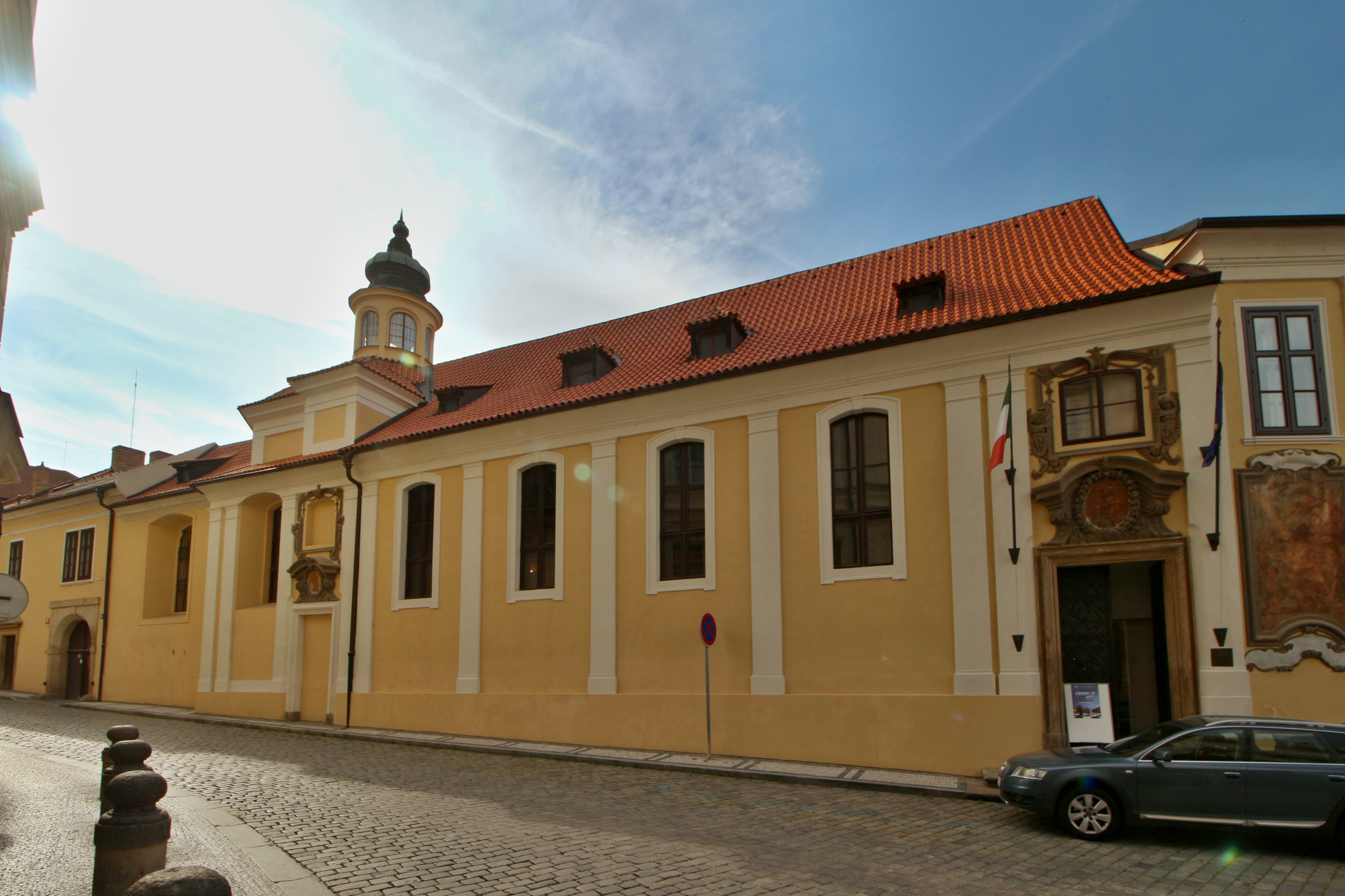
Bývalý Vlašský špitál na Malé Straně v Praze, dnešní sídlo Italského kulturního institutu

Italský kulturní institut v Praze je oficiální orgán italské vlády zřízený italským Ministerstvem zahraničních věcí a mezinárodní spolupráce (Ministero degli Affari Esteri e della Cooperazione Internazionale) a s podtitulem Un angolo d’Italia nel cuore di Praga (Koutek Itálie v srdci Prahy) je jedním z 83 celosvětové sítě Italských kulturních institutů. Jeho hlavním úkolem je oficiální cestou šířit a propagovat italskou kulturu a jazyk v Česku. 
Pražský Italský kulturní institut byl založen roku 1922 v někdejším Vlašském špitále, sirotčinci, spravovaném pražskou Italskou kongregací Panny Marie. Jeho posledním ředitelem byl Lodovico Fassati, předseda spolku pražských Italů. Svou činnost institut oficiálně zahájil roku 1923 a během své působnosti se stal významným kulturním střediskem města. V roce 1942 objekt připadl italskému státu a byl zde zřízen Italský dům, později Italský kulturní institut.
Institut spolupracuje s nedalekým Italským velvyslanectvím, jeho úkolem je péče o dobré jméno Itálie a kulturní vztahy mezi Itálií a Českem na základě bilaterálních dohod o spolupráci v oblastech kultury, výuky, vědy a technologií, podepsané v roce 2011. 
Provozuje výuku italského jazyka ve spolupráci s Cizineckou univerzitou v Sieně možností získání certifikátu CILS, je zde také knihovna čítající na 18 000 svazků. Dále poskytuje prostory pro výstavy, stejně tak je místem setkávání a událostí, jako konference, sympozia, semináře, výstavy, projekce, koncerty, různá představení apod. a nabízí široký program z mnoha oblastí kultury a vědy (archeologie, architektura, historie, design, móda, hudba, literatura, umění, fotografie, kulinářské obory, kinematografie, divadlo, tanec, jazykověda, přírodní vědy, kulturní turismus atd.).